# ادینیو (بازیکن فوتبال، زاده ۱۹۷۰)
ادینیو (انگلیسی: Edinho؛ زادهٔ ۲۷ اوت ۱۹۷۰) بازیکن فوتبال اهل برزیل است.
از باشگاه‌هایی که در آن بازی کرده‌است می‌توان به باشگاه فوتبال سانتوس اشاره کرد.
وی فرزند پله، بازیکن فوتبال مشهور برزیلی است.